# 商琥
商 琥（しょう こ、? - 1293年）は、モンゴル帝国（大元ウルス）に仕えた漢人官僚の一人。字は台符。クビライに仕え京兆地方の経営に尽力した商挺の息子の一人。

## 略歴
至元14年（1277年）、姚枢・許衡の推薦を受け、江南行御史台監察御史の地位を拝命した。このころ、建康に駐屯する兵で裕福な湯氏の家に乗り込み誣告して財物を奪おうとする事件が起きたため、商琥がその冤罪の罪を晴らし誣告した者を罰したという逸話が伝えられている。また華亭蟠龍寺の僧の思月が謀叛を企んで捕縛されたが、その残党が火を放って混乱をもたらしたため、すみやかにその首魁を誅殺した。後に、文法吏が商琥の判断を拙速である批判したが、行台中丞の張雄飛が慣例に従っていては対処できなかったであろうと弁護したため、商琥への批判は立ち消えとなった。
至元27年（1290年）、中台監察御史の地位を拝命した。このころ、「国の道を為すは、立法・任人の2者にのみあります」と述べて天下の名士10人余りを推挙し、みな召し抱えられたという。至元30年（1293年）、国子司業の地位に移ったが、まもなく亡くなった。